# Винники (Полтавская область)
Винники (укр. Винники) — село,
Бреусовский сельский совет,
Козельщинский район,
Полтавская область,
Украина.
Код КОАТУУ — 5322080402. Население по переписи 2001 года составляло 208 человек.

## Географическое положение
Село Винники находится на расстоянии в 1 км от сёл Бреусовка и Рыбалки.